# Arthur Stanley (polityk)
Arthur Lyulph Stanley (ur. 18 listopada 1869 r., zm. 4 listopada 1947 r.) – brytyjski polityk, członek Partii Konserwatywnej, w latach 1898–1918 członek Izby Gmin.

## Życiorys
Urodzony 18 listopada 1869 r. jako trzeci syn Fredericka Stanleya, 16. hrabiego Derby. W 1888 r. wyjechał do Kanady, gdzie ojciec objął urząd gubernatora generalnego Kanady. Po powrocie w 1893 r. rodziny do Wielkiej Brytanii, Stanley został w 1898 r. posłem z Ormskirk i utrzymał tę funkcję do 1918 roku. Od 1939 r. kierował Joint War Organisation przy Brytyjskim Czerwonym Krzyżu.
Prezes Royal Automobile Club od 1905 do 1936 r., skarbnik St Thomas' Hospital od 1917 do 1943 roku. W 1917 r. otrzymał tytuł szlachecki.
Zmarł 4 listopada 1947 r., kawaler.